# فهرست نقاشی‌های کمال‌الملک
در زیر فهرستی از نقاشی‌های کمال‌الملک (۱۲۲۶–۱۳۱۹) آمده‌است. این نقاشی‌ها در کاخ گلستان، کاخ سعدآباد، کاخ نیاوران، کتابخانه و موزه ملی ملک، موزهٔ مجلس شورای اسلامی، موزهٔ هنرهای معاصر کرمان، موزه‌های آستان قدس رضوی، مؤسسهٔ فرهنگی موزه‌های بنیاد مستضعفانو مجموعه‌های خصوصی نگه‌داری می‌شوند.

## فهرست
| تصویر                  | عنوان                                                    | سال                | مدیوم              | ابعاد                                      | محل نگهداری                                                                    | منابع                 |
| ---------------------- | -------------------------------------------------------- | ------------------ | ------------------ | ------------------------------------------ | ------------------------------------------------------------------------------ | --------------------- |
| تکچهره فخرالملک اردلان | تکچهره فخرالملک اردلان                                   | ۱۲۸۸ ه‍.ق            | رنگ‌روغن روی بوم    | ۵۱×۶۰ سانتی‌متر                             |                                                                                | حراج تهران            |
|                        | خودنگارهٔ کمال‌الملک در میان‌سالی                           | ۱۲۷۸ ه‍.ق            |                    | ۶۱ در ۵۱ سانتیمتر (۲۴ در ۲۰ اینچ)          | موزهٔ ملی ملک                                                                   | [ ۳ ]                 |
|                        | میرزا هادی خوشنویس                                       | ۱۲۸۵ ه‍.ق            | آبرنگ روی کاغذ     | ۳۲٫۵ در ۲۲٫۵ سانتیمتر (۱۲٫۸ در ۸٫۹ اینچ)   | موزهٔ مجلس شورای اسلامی                                                         | [ ۴ ]                 |
|                        | پرترهٔ ناصرالدین شاه قاجار                                | ح. ۱۸۷۰ م.         | رنگ روغن روی بوم   | ۵۲ در ۳۶٫۲ سانتیمتر (۲۰٫۵ در ۱۴٫۳ اینچ)    |                                                                                | [ ۵ ]                 |
|                        | اشرف‌البلاد                                               | ۱۲۹۲ ه‍.ق            | رنگ روغن روی بوم   | ۷۰ در ۱۰۰ سانتیمتر (۲۸ در ۳۹ اینچ)         | گنجینهٔ هنرهای تجسمی موزه‌های آستان قدس رضوی                                     | [ ۶ ] [ ۷ ]           |
|                        | پل رودخانه تجن ساری                                      | ۱۲۹۲ ه‍.ق            | رنگ روغن روی بوم   |                                            | گنجینهٔ هنرهای تجسمی موزه‌های آستان قدس رضوی                                     | [ ۸ ] [ ۷ ]           |
|                        | منظرهٔ روستای پول‌کجور                                     | ۱۲۹۲ ه‍.ق            | رنگ روغن روی بوم   | ۱۲۸ در ۱۸۸ سانتیمتر (۵۰ در ۷۴ اینچ)        | گنجینهٔ هنرهای تجسمی موزه‌های آستان قدس رضوی                                     | [ ۹ ] [ ۷ ]           |
|                        | رودخانه شیلات فرح‌آباد ساری                               | ۱۲۹۲ ه‍.ق            | رنگ روغن روی بوم   | ۷۰ در ۱۰۰ سانتیمتر (۲۸ در ۳۹ اینچ)         | گنجینهٔ هنرهای تجسمی موزه‌های آستان قدس رضوی                                     | [ ۸ ] [ ۷ ]           |
|                        | دختر مصری                                                | ۱۲۹۵ ه‍.ق            | رنگ روغن روی کرباس | ۷۱ در ۱۰۰ سانتیمتر (۲۸ در ۳۹ اینچ)         | موزهٔ مجلس شورای اسلامی                                                         | [ ۱۰ ]                |
|                        | پرترهٔ ناصرالدین شاه قاجار                                | ۱۲۹۸ ه‍.ق            | رنگ روغن روی بوم   | ۱۱۲ در ۶۷ سانتیمتر (۴۴ در ۲۶ اینچ)         | موزهٔ ملی ملک                                                                   | [ ۱۱ ]                |
|                        | پرترهٔ غلامحسین خازن‌الممالک                               | ۱۲۹۸ ه‍.ق            | رنگ روغن روی کرباس | ۷۷ در ۵۰ سانتیمتر (۳۰ در ۲۰ اینچ)          | کاخ گلستان                                                                     | [ ۱۲ ] [ ۱۳ ] [ ۱ ]   |
|                        | پرترهٔ آقا محمدخان خواجه                                  | ۱۲۹۸ ه‍.ق            | رنگ روغن روی کرباس | ۱۱۴ در ۸۴ سانتیمتر (۴۵ در ۳۳ اینچ)         | کاخ گلستان                                                                     | [ ۱۴ ] [ ۱۵ ] [ ۱ ]   |
|                        | پرترهٔ عبدالعلی‌خان ادیب‌الممالک                            | ۱۲۹۸ ه‍.ق            | رنگ روغن روی کرباس | ۷۵ در ۵۲ سانتیمتر (۳۰ در ۲۰ اینچ)          | کاخ گلستان                                                                     | [ ۱۶ ] [ ۱۷ ] [ ۱ ]   |
|                        | پرترهٔ مرد جوان                                           | ۱۲۹۸ ه‍.ق            | رنگ روغن روی کرباس | ۷۸ در ۶۱ سانتیمتر (۳۱ در ۲۴ اینچ)          | کاخ گلستان                                                                     | [ ۱۸ ] [ ۱۹ ] [ ۱ ]   |
|                        | آتش‌بازی در قلقل چشمه                                     | ۱۲۹۹ ه‍.ق            | رنگ روغن روی کرباس | ۶۵٫۵ در ۹۸٫۳ سانتیمتر (۲۵٫۸ در ۳۸٫۷ اینچ)  | موزهٔ مجلس شورای اسلامی                                                         | [ ۲۰ ] [ ۱۰ ]         |
|                        | اتراق در حاشیه رودخانه                                   | ۱۳۰۰ ه‍.ق            | رنگ روغن روی کرباس | ۶۷ در ۹۸٫۵ سانتیمتر (۲۶٫۴ در ۳۸٫۸ اینچ)    | موزهٔ مجلس شورای اسلامی                                                         | [ ۲۰ ] [ ۱۰ ]         |
|                        | حوضخانهٔ کاخ صاحبقرانیه                                   | ۱۳۰۱ ه‍.ق 1884 م     | رنگ روغن روی بوم   | ۵۵٫۵ در ۹۱ سانتیمتر (۲۱٫۹ در ۳۵٫۸ اینچ)    | کاخ صاحبقرانیه                                                                 | [ ۲۱ ]                |
|                        | خیابان دوشان تپه                                         | ۱۳۰۲ ه‍.ق 1885 م     | رنگ روغن روی کرباس | ۷۵ در ۶۱ سانتیمتر (۳۰ در ۲۴ اینچ)          | کاخ گلستان                                                                     | [ ۲۲ ] [ ۲۳ ]         |
|                        | منظرهٔ سرخه حصار و عمارت قصر ناصریه                       | ۱۳۰۳ ه‍.ق            | رنگ روغن روی کرباس | ۶۶٫۳ در ۱۰۱٫۵ سانتیمتر (۲۶٫۱ در ۴۰٫۰ اینچ) | موزهٔ مجلس شورای اسلامی                                                         | [ ۱۰ ] [ ۲۴ ]         |
|                        | ناصرالدین‌شاه                                             | ۱۳۰۳ ه‍.ق            | رنگ روغن روی کرباس | ۱۲۰ در ۹۰ سانتیمتر (۴۷ در ۳۵ اینچ)         | کاخ صاحبقرانیه                                                                 | [ ۲۵ ]                |
|                        | دورنمای عمارت شهرستانک                                   | ۱۳۰۴ ه‍. ق           | رنگ روغن روی کرباس | ۵۷ در ۸۰ سانتیمتر (۲۲ در ۳۱ اینچ)          | کاخ گلستان                                                                     | [ ۱ ] [ ۲۶ ]          |
|                        | دورنمای کلاردشت                                          | ۱۲۶۶ ه‍.ش            | رنگ روغن روی کرباس | ۴۴ در ۵۸٫۵ سانتیمتر (۱۷٫۳ در ۲۳٫۰ اینچ)    | کاخ سعدآباد                                                                    | [ ۱ ] [ ۲۷ ]          |
|                        | باغ‌شاه تهران                                             | ۱۲۶۷ ه‍.ش            | رنگ روغن روی کرباس | ۱۰۶ در ۱۳۷ سانتیمتر (۴۲ در ۵۴ اینچ)        | کاخ گلستان                                                                     | [ ۲۸ ] [ ۱ ]          |
|                        | حوضخانهٔ عمارت گلستان                                     | ۱۳۰۷ ه‍.ق            | رنگ روغن روی بوم   | ۶۵ در ۵۲٫۵ سانتیمتر (۲۵٫۶ در ۲۰٫۷ اینچ)    | کاخ گلستان                                                                     | [ ۲۹ ]                |
|                        | پرترهٔ ناصرالدین شاه قاجار                                | ۱۸۸۹ م.            |                    |                                            |                                                                                | [ ۳۰ ]                |
|                        | گربه و قفس قناری                                         | ۱۳۰۸ ه‍.ق            | رنگ روغن           | ۶۱ در ۴۷ سانتیمتر (۲۴ در ۱۹ اینچ)          | کاخ گلستان                                                                     | [ ۲۹ ]                |
|                        | شبیه عمو صادق با کهنه‌فروشی‌های یهودی                      | ۱۳۰۸ ه‍.ق            | رنگ روغن           | ۶۹٫۵ در ۵۳ سانتیمتر (۲۷٫۴ در ۲۰٫۹ اینچ)    | کاخ گلستان                                                                     | [ ۳۱ ]                |
|                        | مزرعه و گاوها                                            | ۱۳۰۸ ه‍.ق            | رنگ روغن روی کرباس | ۳۲٫۷ در ۵۶٫۵ سانتیمتر (۱۲٫۹ در ۲۲٫۲ اینچ)  | موزهٔ مجلس شورای اسلامی                                                         | [ ۱۰ ]                |
|                        | دو دختر گدا                                              | ۱۳۰۸ ه‍.ق            | رنگ روغن           | ۶۷ در ۴۰٫۵ سانتیمتر (۲۶٫۴ در ۱۵٫۹ اینچ)    | کاخ گلستان                                                                     | [ ۲۹ ]                |
|                        | رمال                                                     | ۱۳۰۹ ه‍.ق            | رنگ روغن روی کرباس | ۵۷ در ۷۷ سانتیمتر (۲۲ در ۳۰ اینچ)          | موزهٔ هنرهای زیبای کاخ سعدآباد                                                  | [ ۳۲ ] [ ۳۳ ]         |
|                        | تکیهٔ دولت                                                | ۱۲۷۱ ه‍.ش            | رنگ روغن روی کرباس | ۱۰۹ در ۹۳ سانتیمتر (۴۳ در ۳۷ اینچ)         | کاخ گلستان                                                                     | [ ۱ ] [ ۳۴ ]          |
|                        | پرندهٔ شکارشده                                            | ۱۳۱۲ ه‍.ق            | رنگ روغن روی کرباس | ۷۷ در ۵۲ سانتیمتر (۳۰ در ۲۰ اینچ)          | کاخ سعدآباد                                                                    | [ ۳۵ ] [ ۳۶ ] [ ۱ ]   |
|                        | پرترهٔ هنری فانتین لاتور                                  | ۱۳۱۳ ه‍.ق            | رنگ روغن روی کرباس | ۵۱ در ۴۰ سانتیمتر (۲۰ در ۱۶ اینچ)          | موزهٔ ملی ملک                                                                   | [ ۳۷ ] [ ۳۸ ]         |
|                        | مرد مصری                                                 | ۱۳۱۴ ه‍.ق            | رنگ روغن روی کرباس | ۵۴٫۵ در ۲۷٫۵ سانتیمتر (۲۱٫۵ در ۱۰٫۸ اینچ)  | موزهٔ مجلس شورای اسلامی                                                         | [ ۲۰ ] [ ۱۰ ] [ ۲۴ ]  |
|                        | صورت رامبراند                                            | ۱۳۱۴ ه‍.ق            | رنگ روغن روی کرباس | ۶۳٫۵ در ۵۴ سانتیمتر (۲۵٫۰ در ۲۱٫۳ اینچ)    | موزهٔ مجلس شورای اسلامی                                                         | [ ۲۰ ] [ ۲۴ ] [ ۱۰ ]  |
|                        | جوانی نقاش                                               | ۱۳۱۵ ه‍.ق            | رنگ روغن روی کرباس | ۴۸٫۵ در ۴۱ سانتیمتر (۱۹٫۱ در ۱۶٫۱ اینچ)    | موزهٔ ملک                                                                       | [ ۳۹ ] [ ۴۰ ] [ ۱ ]   |
|                        | فالگیر یهودی                                             | ۱۳۱۶ ه‍.ق            | رنگ روغن روی کرباس | ۴۶ در ۵۵٫۵ سانتیمتر (۱۸٫۱ در ۲۱٫۹ اینچ)    | موزهٔ مجلس شورای اسلامی                                                         | [ ۲۰ ] [ ۴۱ ] [ ۱۰ ]  |
|                        | به خاک سپاری حضرت مسیح                                   | ۱۳۱۶ ه‍.ق            | رنگ روغن روی کرباس | ۱۳۰ در ۲۱۰ سانتیمتر (۵۱ در ۸۳ اینچ)        | موزهٔ مجلس شورای اسلامی                                                         | [ ۲۰ ] [ ۱۰ ] [ ۴۲ ]  |
|                        | سنت متیو                                                 | ۱۳۱۷ ه‍.ق            | رنگ روغن روی کرباس | ۹۵ در ۸۱ سانتیمتر (۳۷ در ۳۲ اینچ)          | موزهٔ مجلس شورای اسلامی                                                         | [ ۲۰ ] [ ۱۰ ]         |
|                        | زنی در حال مطالعه                                        | ۱۸۹۹ م.            | رنگ روغن روی کرباس | ۸۰ در ۶۰ سانتیمتر (۳۱ در ۲۴ اینچ)          | موزهٔ ملی ملک                                                                   | [ ۴۳ ] [ ۴۴ ]         |
|                        | زرگر بغدادی                                              | ۱۳۱۹ ه‍.ق            | رنگ روغن روی کرباس | ۴۳٫۵ در ۵۳٫۵ سانتیمتر (۱۷٫۱ در ۲۱٫۱ اینچ)  | موزهٔ مجلس شورای اسلامی                                                         | [ ۴۵ ] [ ۲۹ ]         |
|                        | مرغ پری شاهرخ                                            | ۱۳۱۹ ه‍.ق            | آبرنگ روی کاغذ     | ۳۶ در ۲۶ سانتیمتر (۱۴ در ۱۰ اینچ)          | کاخ گلستان                                                                     | [ ۴۶ ] [ ۱ ] [ ۴۷ ]   |
|                        | میدان کربلای معلا                                        | ۱۳۲۰ ه‍.ق            | رنگ روغن           | ۴۴٫۵ در ۶۰٫۵ سانتیمتر (۱۷٫۵ در ۲۳٫۸ اینچ)  | کاخ گلستان                                                                     | [ ۲۹ ]                |
|                        | سردار اسعد بختیاری                                       | ۱۳۲۸ ه‍.ق            | رنگ روغن روی کرباس | ۱۸۹ در ۱۳۱ سانتیمتر (۷۴ در ۵۲ اینچ)        | موزهٔ مجلس شورای اسلامی                                                         | [ ۲۰ ] [ ۴۸ ] [ ۱۰ ]  |
|                        | عضدالملک                                                 | ۱۳۲۸ ه‍.ق            | رنگ روغن روی کرباس | ۱۱۶ در ۸۹ سانتیمتر (۴۶ در ۳۵ اینچ)         | موزهٔ مجلس شورای اسلامی                                                         | [ ۲۰ ] [ ۱۰ ]         |
|                        | پرترهٔ سید نصرالله تقوی                                   | ۱۲۸۹ ه‍.ش            | رنگ روغن روی بوم   |                                            |                                                                                | [ ۴۹ ]                |
|                        | پارچه‌فروش دوره‌گرد کلیمی                                  | ۱۳۳۰ ه‍.ق            | رنگ روغن روی بوم   |                                            | مؤسسه فرهنگی موزه‌های بنیاد                                                     | [ ۵۰ ]                |
|                        | صورت محمدحسین فروغی «ذکاءالملک»                          | ۱۳۳۱ ه‍.ق            | رنگ روغن روی کرباس | ۶۴ در ۵۳ سانتیمتر (۲۵ در ۲۱ اینچ)          | موزهٔ مجلس شورای اسلامی                                                         | [ ۱۰ ] [ ۲۴ ]         |
|                        | پرترهٔ دوست‌محمدخان معیرالممالک                            | ۱۳۳۱ ه‍.ق            | رنگ روغن روی بوم   | ۷۹ در ۶۳ سانتیمتر (۳۱ در ۲۵ اینچ)          |                                                                                | [ ۵۱ ]                |
|                        | دهکدهٔ دماوند                                             | ۱۳۳۳ ه‍.ق            | رنگ روغن روی کرباس | ۴۳ در ۵۸ سانتیمتر (۱۷ در ۲۳ اینچ)          | موزهٔ مجلس شورای اسلامی                                                         | [ ۱۰ ]                |
|                        | دهکده مغانک                                              | ۱۳۳۳ ه‍.ق            | رنگ روغن روی کرباس | ۵۵٫۵ در ۸۳٫۵ سانتیمتر (۲۱٫۹ در ۳۲٫۹ اینچ)  | موزهٔ مجلس شورای اسلامی                                                         | [ ۲۰ ] [ ۱۰ ] [ ۲۹ ]  |
|                        | نیم‌تنهٔ وثوق‌الدوله                                        | ۱۳۳۵ ه‍.ق            | رنگ روغن روی کرباس | ۷۳ در ۶۰ سانتیمتر (۲۹ در ۲۴ اینچ)          | موزهٔ ملی ملک                                                                   | [ ۵۲ ] [ ۵۳ ]         |
|                        | خودنگاره                                                 | ۱۳۳۶ ه‍.ق            | آبرنگ روی مقوا     | ۲۸٫۲ در ۲۲٫۳ سانتیمتر (۱۱٫۱ در ۸٫۸ اینچ)   | موزهٔ ملی ملک                                                                   | [ ۵۴ ] [ ۵۵ ]         |
|                        | چهرهٔ نقاش در پیری                                        | ۱۳۴۰ ه‍.ق            | رنگ روغن روی کرباس | ۶۵٫۵ در ۴۸ سانتیمتر (۲۵٫۸ در ۱۸٫۹ اینچ)    | موزهٔ مجلس شورای اسلامی                                                         | [ ۲۰ ] [ ۱۰ ]         |
|                        | دورنمای مهران                                            | ۱۳۴۱ ه‍.ق            | رنگ روغن           | ۵۸٫۵ در ۸۲ سانتیمتر (۲۳٫۰ در ۳۲٫۳ اینچ)    | موزهٔ مجلس شورای اسلامی                                                         | [ ۲۰ ] [ ۲۹ ]         |
|                        | دورنمای توچال                                            | ۱۳۴۱ ه‍.ق            | رنگ روغن           | ۵۷ در ۸۲ سانتیمتر (۲۲ در ۳۲ اینچ)          | موزهٔ مجلس شورای اسلامی                                                         | [ ۲۰ ] [ ۲۹ ]         |
|                        | مشهدی ناصر                                               | ۱۳۰۳ ه‍.ش            | رنگ روغن           | ۶۵ در ۶۲ سانتیمتر (۲۶ در ۲۴ اینچ)          | موزهٔ ملی ملک                                                                   | [ ۵۶ ]                |
|                        | کبک بی‌جان                                                | ۱۳۴۳ ه‍.ق            | رنگ روغن روی کرباس | ۴۸٫۵ در ۳۶٫۵ سانتیمتر (۱۹٫۱ در ۱۴٫۴ اینچ)  | موزهٔ مجلس شورای اسلامی                                                         | [ ۲۰ ] [ ۲۴ ] [ ۱۰ ]  |
|                        | پرترهٔ مظفرالدین‌شاه                                       | ۱۳۱۹ ه‍.ق            | رنگ روغن روی بوم   | ۱۰۹٫۵ در ۸۰ سانتیمتر (۴۳٫۱ در ۳۱٫۵ اینچ)   | نامعلوم(شاید دارالآثار اسلامیه، کویت)فروخته شده در حراجی کریستی در سال ۲۰۰۰ م. | [ ۵۷ ] [ ۵۸ ]         |
|                        | پرترهٔ انیس‌الدوله                                         | نیمهٔ دوم قرن ۱۹ م. | رنگ روغن روی بوم   | ۶۰٫۴ در ۵۰٫۳ سانتیمتر (۲۳٫۸ در ۱۹٫۸ اینچ)  |                                                                                | [ ۵۹ ]                |
|                        | تصویر بن زر                                              | دورهٔ قاجار         | رنگ روغن روی کرباس |                                            | موزهٔ ملی ملک                                                                   | [ ۶۰ ] [ ۶۱ ]         |
|                        | مرد جوان انگلیسی                                         | دورهٔ قاجار         | رنگ روغن روی کرباس | ۶۲ در ۵۲٫۵ سانتیمتر (۲۴٫۴ در ۲۰٫۷ اینچ)    | موزهٔ ملی ملک                                                                   | [ ۶۲ ] [ ۶۳ ]         |
|                        | خانواده مقدس با نوزاد سنت جان                            | دورهٔ قاجار         | رنگ روغن روی کرباس | ۸۰ در ۱۱۰ سانتیمتر (۳۱ در ۴۳ اینچ)         | موزهٔ ملی ملک                                                                   | [ ۶۴ ] [ ۶۵ ]         |
|                        | نمایی از کوه‌های شمیران                                   | دورهٔ پهلوی         | رنگ روغن روی کرباس | ۳۲٫۶ در ۶۳٫۵ سانتیمتر (۱۲٫۸ در ۲۵٫۰ اینچ)  | موزهٔ ملی ملک                                                                   | [ ۶۶ ] [ ۶۷ ]         |
|                        | پیرمرد در حال مطالعه                                     | دورهٔ پهلوی         | رنگ روغن روی کرباس | ۴۲ در ۵۳ سانتیمتر (۱۷ در ۲۱ اینچ)          | موزهٔ ملی ملک                                                                   | [ ۶۸ ] [ ۶۹ ]         |
|                        | دورنمای شکارگاه پیشدست همایونی                           |                    |                    |                                            | موزهٔ نسخ خطی و آثار فرهنگی، هنری دکتر محمدصادق محفوظی                          |                       |
|                        | حوضخانهٔ کاخ سلطنت‌آباد                                    |                    | رنگ روغن روی کرباس | ۸۹ در ۷۶ سانتیمتر (۳۵ در ۳۰ اینچ)          | کاخ گلستان                                                                     | [ ۷۰ ] [ ۷۱ ] [ ۱ ]   |
|                        | تالار آینه                                               |                    |                    |                                            | کاخ گلستان                                                                     |                       |
|                        | ساختمان تالار سلام                                       |                    |                    |                                            |                                                                                |                       |
|                        | دورنمای امامزاده                                         |                    |                    |                                            | موزهٔ نسخ خطی و آثار فرهنگی، هنری دکتر محمدصادق محفوظی                          |                       |
|                        | محمد ابراهیم سرایدارباشی و سرایدارها                     |                    | رنگ روغن روی کرباس | ۱۱۱ در ۱۵۸ سانتیمتر (۴۴ در ۶۲ اینچ)        | کاخ گلستان                                                                     | [ ۷۲ ] [ ۷۳ ] [ ۱ ]   |
|                        | عمله طرب                                                 |                    | رنگ روغن روی کرباس | ۱۱۵ در ۱۴۹ سانتیمتر (۴۵ در ۵۹ اینچ)        | کاخ گلستان                                                                     | [ ۷۴ ] [ ۱ ] [ ۷۵ ]   |
|                        | خودنگاره                                                 |                    | رنگ روغن روی کرباس | ۶۱ در ۵۴٫۵ سانتیمتر (۲۴٫۰ در ۲۱٫۵ اینچ)    | موزهٔ هنرهای زیبای کاخ سعدآباد                                                  | [ ۷۶ ] [ ۷۷ ]         |
|                        | وجیه‌الله میرزا                                           |                    |                    |                                            | موزهٔ نسخ خطی و آثار فرهنگی، هنری دکتر محمدصادق محفوظی                          |                       |
|                        | پرترهٔ حکیم‌الملک                                          |                    | رنگ روغن روی بوم   | ۱۸۰ در ۱۲۳ سانتیمتر (۷۱ در ۴۸ اینچ)        | کاخ صاحبقرانیه                                                                 | [ ۷۸ ]                |
|                        | علی‌آقا پیشخدمت                                           |                    |                    | ۲۱ در ۱۵ سانتیمتر (۸٫۳ در ۵٫۹ اینچ)        |                                                                                | [ ۷۹ ]                |
|                        | کودک در لباس ملوانی                                      |                    | رنگ روغن روی کرباس | ۱۴۲ در ۱۰۰ سانتیمتر (۵۶ در ۳۹ اینچ)        | مؤسسهٔ فرهنگی موزه‌های بنیاد مستضعفان انقلاب اسلامی                              | [ ۸۰ ] [ ۸۱ ] [ ۱ ]   |
|                        | هشت پرتره از ناصرالدین شاه و مظفرالدین شاه در سنین مختلف |                    | رنگ روغن روی کرباس | ۱۵۸ در ۱۲۸ سانتیمتر (۶۲ در ۵۰ اینچ)        | کاخ گلستان                                                                     | [ ۸۲ ] [ ۱ ] [ ۸۳ ]   |
|                        | پلنگ شکارشده                                             |                    | رنگ روغن روی کرباس | ۲۹٫۵ در ۵۰ سانتیمتر (۱۱٫۶ در ۱۹٫۷ اینچ)    | کاخ گلستان                                                                     | [ ۸۴ ] [ ۸۵ ] [ ۱ ]   |
|                        | چکاوک                                                    |                    | آبرنگ روی کاغذ     | ۴۱ در ۳۰٫۵ سانتیمتر (۱۶٫۱ در ۱۲٫۰ اینچ)    | کاخ گلستان                                                                     | [ ۸۶ ] [ ۸۷ ] [ ۱ ]   |
|                        | کبک ماده                                                 |                    | آبرنگ روی کاغذ     | ۴۱ در ۳۰٫۵ سانتیمتر (۱۶٫۱ در ۱۲٫۰ اینچ)    | کاخ گلستان                                                                     | [ ۸۸ ] [ ۸۹ ] [ ۱ ]   |
|                        | سهره سبز                                                 |                    | آبرنگ روی کاغذ     | ۴۱ در ۳۰٫۵ سانتیمتر (۱۶٫۱ در ۱۲٫۰ اینچ)    | کاخ گلستان                                                                     | [ ۹۰ ] [ ۹۱ ] [ ۱ ]   |
|                        | سهره سر سیاه                                             |                    | آبرنگ روی کاغذ     | ۴۱ در ۳۰٫۵ سانتیمتر (۱۶٫۱ در ۱۲٫۰ اینچ)    | کاخ گلستان                                                                     | [ ۹۲ ] [ ۹۳ ] [ ۱ ]   |
|                        | مرغ عشق                                                  |                    | آبرنگ روی کاغذ     | ۴۱ در ۳۰٫۵ سانتیمتر (۱۶٫۱ در ۱۲٫۰ اینچ)    | کاخ گلستان                                                                     | [ ۹۴ ] [ ۹۵ ] [ ۱ ]   |
|                        | کبک نر                                                   |                    | آبرنگ روی کاغذ     | ۴۱ در ۳۰٫۵ سانتیمتر (۱۶٫۱ در ۱۲٫۰ اینچ)    | کاخ گلستان                                                                     | [ ۹۶ ] [ ۹۷ ] [ ۱ ]   |
|                        | طوطی                                                     |                    | آبرنگ روی کاغذ     | ۴۱ در ۳۰٫۵ سانتیمتر (۱۶٫۱ در ۱۲٫۰ اینچ)    | کاخ گلستان                                                                     | [ ۹۸ ] [ ۹۹ ] [ ۱ ]   |
|                        | سهره سرخ (ماده)                                          |                    | آبرنگ روی کاغذ     | ۴۱ در ۳۰٫۵ سانتیمتر (۱۶٫۱ در ۱۲٫۰ اینچ)    | کاخ گلستان                                                                     | [ ۱۰۰ ] [ ۱۰۱ ] [ ۱ ] |
|                        | گنجشک                                                    |                    | آبرنگ روی کاغذ     | ۴۱ در ۳۰٫۵ سانتیمتر (۱۶٫۱ در ۱۲٫۰ اینچ)    | کاخ گلستان                                                                     | [ ۱۰۲ ] [ ۱۰۳ ] [ ۱ ] |
|                        | قناری                                                    |                    | آبرنگ روی کاغذ     | ۴۱ در ۳۰٫۵ سانتیمتر (۱۶٫۱ در ۱۲٫۰ اینچ)    | کاخ گلستان                                                                     | [ ۱۰۴ ] [ ۱۰۵ ] [ ۱ ] |
|                        | قناری                                                    |                    | آبرنگ روی کاغذ     | ۴۱ در ۳۰٫۵ سانتیمتر (۱۶٫۱ در ۱۲٫۰ اینچ)    | کاخ گلستان                                                                     | [ ۱۰۶ ] [ ۱۰۷ ] [ ۱ ] |
|                        | سسک سر سیاه                                              |                    | آبرنگ روی کاغذ     | ۴۱ در ۳۰٫۵ سانتیمتر (۱۶٫۱ در ۱۲٫۰ اینچ)    | کاخ گلستان                                                                     | [ ۱۰۸ ] [ ۱۰۹ ] [ ۱ ] |
|                        | دم جنبانک ابلق                                           |                    | آبرنگ روی کاغذ     | ۴۱ در ۳۰٫۵ سانتیمتر (۱۶٫۱ در ۱۲٫۰ اینچ)    | کاخ گلستان                                                                     | [ ۱۱۰ ] [ ۱۱۱ ] [ ۱ ] |
|                        | چکاوک                                                    |                    | آبرنگ روی کاغذ     | ۴۱ در ۳۰٫۵ سانتیمتر (۱۶٫۱ در ۱۲٫۰ اینچ)    | کاخ گلستان                                                                     | [ ۱۱۲ ] [ ۱۱۳ ] [ ۱ ] |
|                        | سهره                                                     |                    | آبرنگ روی کاغذ     | ۴۱ در ۳۰٫۵ سانتیمتر (۱۶٫۱ در ۱۲٫۰ اینچ)    | کاخ گلستان                                                                     | [ ۱۱۴ ] [ ۱۱۵ ] [ ۱ ] |
|                        | گنجشک                                                    |                    | آبرنگ روی کاغذ     | ۴۱ در ۳۰٫۵ سانتیمتر (۱۶٫۱ در ۱۲٫۰ اینچ)    | کاخ گلستان                                                                     | [ ۱۱۶ ] [ ۱۱۷ ] [ ۱ ] |
|                        | تیهوی ماده                                               |                    | آبرنگ روی کاغذ     | ۴۱ در ۳۰٫۵ سانتیمتر (۱۶٫۱ در ۱۲٫۰ اینچ)    | کاخ گلستان                                                                     | [ ۱۱۸ ] [ ۱۱۹ ] [ ۱ ] |
|                        | زاغ اروپایی-آسیایی                                       |                    | آبرنگ روی کاغذ     | ۴۱ در ۳۰٫۵ سانتیمتر (۱۶٫۱ در ۱۲٫۰ اینچ)    | کاخ گلستان                                                                     | [ ۱۲۰ ] [ ۱۲۱ ] [ ۱ ] |
|                        | پرترهٔ ناصرالملک قره‌گوزلو                                 |                    | رنگ روغن روی کرباس | ۷۲ در ۵۴ سانتیمتر (۲۸ در ۲۱ اینچ)          | مؤسسهٔ فرهنگی موزه‌های بنیاد مستضعفان انقلاب اسلامی                              | [ ۱۲۲ ] [ ۱۲۳ ] [ ۱ ] |
|                        | پرترهٔ فتح‌الله میرزا شعاع‌السلطنه                          |                    | رنگ روغن روی کرباس | ۹۵ در ۷۸ سانتیمتر (۳۷ در ۳۱ اینچ)          | کاخ گلستان                                                                     | [ ۱۲۴ ] [ ۱۲۵ ] [ ۱ ] |
|                        | پرترهٔ میرزا هدایت تحویل‌دار                               |                    | رنگ روغن روی کرباس | ۹۹ در ۷۱ سانتیمتر (۳۹ در ۲۸ اینچ)          | مؤسسهٔ فرهنگی موزه‌های بنیاد مستضعفان انقلاب اسلامی                              | [ ۱۲۶ ] [ ۱۲۷ ] [ ۱ ] |
|                        | نیم‌رخ یک زن اروپایی                                      |                    | رنگ روغن روی کرباس | ۵۸ در ۴۸ سانتیمتر (۲۳ در ۱۹ اینچ)          | کاخ گلستان                                                                     | [ ۱۲۸ ] [ ۱۲۹ ] [ ۱ ] |